# 法屬北非

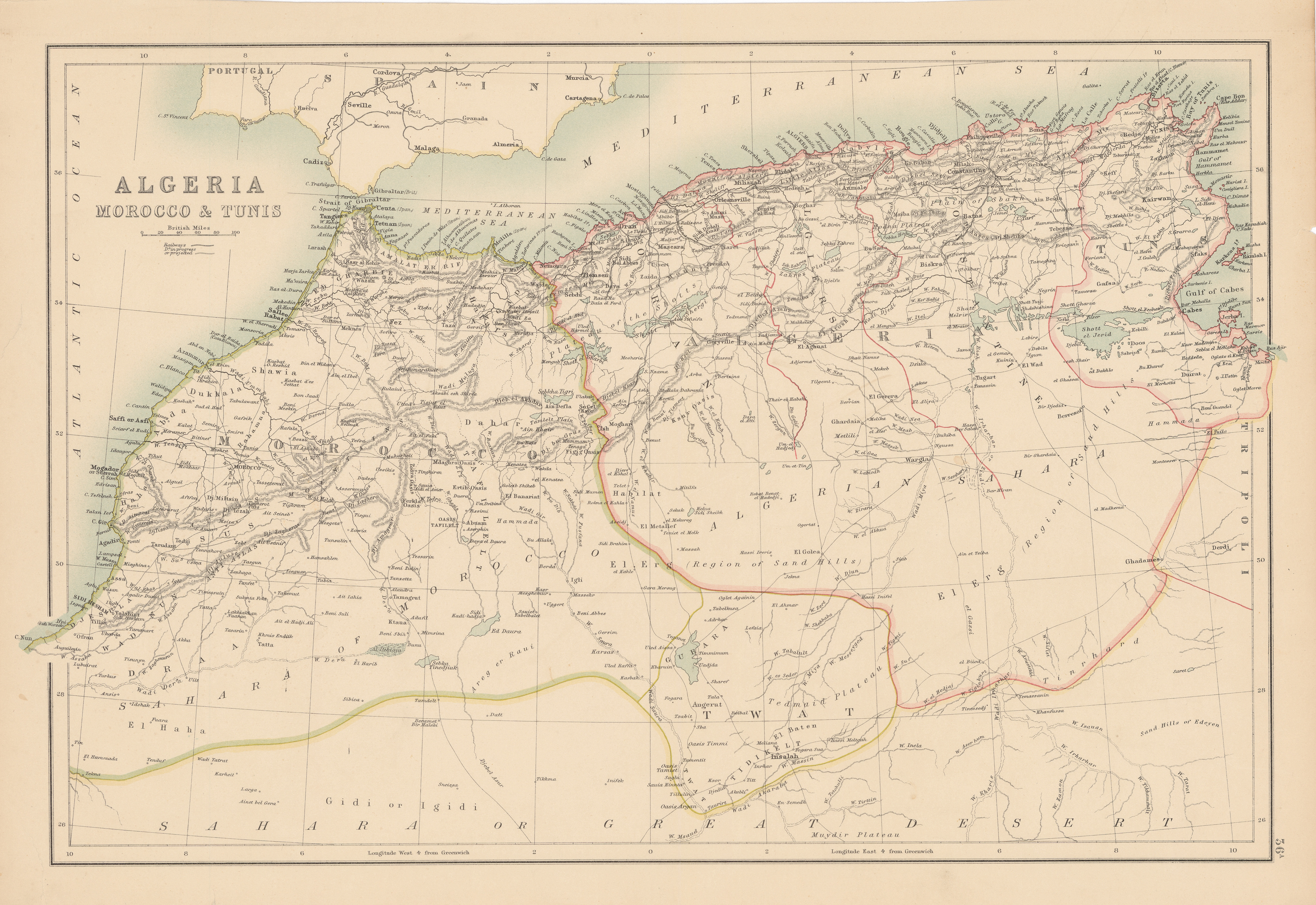
19世纪的北非

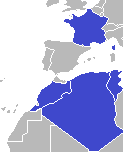
法國及法屬北非地圖

法屬北非，是19世紀至20世紀中期殖民時代法國控制的北非地區的集合，以法屬阿爾及利亞為中心，統治著法屬摩洛哥和法屬突尼西亞。在它的最大時包括馬格里布的大部分（不包括義屬利比亞）。
自16世紀以來奧斯曼帝國對該地區只實行鬆散控制的使該地區容易受到其他勢力的影響，19世紀奧斯曼帝國衰退後法國佔領了大部分地區。1830年，法國軍隊佔領了阿爾及爾；從1848年到1962年阿爾及利亞獨立，法國將阿爾及利亞地中海沿海視為法國的一部分，為了擴大其在阿爾及利亞以外的影響力，法國在其東部和西部建立了保護國。1881年法屬突尼斯在法國軍事入侵後成立，1912年法屬摩洛哥成立。
摩洛哥於1955年獲得完全獨立，突尼斯於1956年獨立。法屬北非在1962年3月的“埃维昂协议”簽署之後不久就結束了，這使得1962年阿爾及利亞獨立公投成為可能。